# Promozione 1979-1980
Nella stagione 1979-1980, la Promozione era il sesto livello del calcio italiano (il primo livello regionale).
Il campionato è strutturato in vari gironi all'italiana su base regionale, gestiti dai Comitati Regionali di competenza. Promozioni alla categoria superiore e retrocessioni in quella inferiore non erano sempre omogenee; erano quantificate all'inizio del campionato dal Comitato Regionale secondo le direttive stabilite dalla Lega Nazionale Dilettanti, ma flessibili, in relazione al numero delle società retrocesse dal Campionato Interregionale e perciò, a seconda delle varie situazioni regionali, la fine del campionato poteva avere degli spareggi sia di promozione che di retrocessione.

## Campionati
- Promozione Abruzzo 1979-1980
- Promozione Basilicata 1979-1980
- Promozione Calabria 1979-1980
- Promozione Campania-Molise 1979-1980
- Promozione Emilia-Romagna 1979-1980
- Promozione Friuli-Venezia Giulia 1979-1980
- Promozione Lazio 1979-1980
- Promozione Liguria 1979-1980
- Promozione Lombardia 1979-1980
- Promozione Marche 1979-1980
- Promozione Piemonte-Valle d'Aosta 1979-1980
- Promozione Puglia 1979-1980
- Promozione Sardegna 1979-1980
- Promozione Sicilia 1979-1980
- Promozione Toscana 1979-1980
- Promozione Trentino-Alto Adige 1979-1980
- Promozione Umbria 1979-1980
- Promozione Veneto 1979-1980

## Regolamento
La normativa F.I.G.C. in vigore dalla stagione sportiva 1969-70 stabiliva che, in caso di assegnazione di un titolo sportivo (promozione o retrocessione), alla fine del campionato si sarebbe dovuto:
1. disputare una gara di spareggio in campo neutro in caso di attribuzione del primo posto in classifica
2. non disputare una gara di spareggio ma prendere in considerazione la differenza reti generale in caso di una o più società da classificare per stabilire una o più società retrocedente(i) in categoria inferiore

Tutti i pari merito in cui non si doveva attribuire un titolo sportivo non sono da regolarsi con la differenza reti generale ovvero: tutte le altre squadre a pari punti vanno considerate classificate a pari merito con la posizione di classifica più alta senza considerare la differenza reti anche se i giornali la prendono in considerazione e la evidenziano.